# The Rhapsody Tour
The Rhapsody Tour — майбутній тур по Північній Америці британського рок-гурту «Queen» і американського співака Адама Ламберта.

## Дати туру
| Дата             | Місто            | Країна           | Місце                      | Відвідуваність   | Касові збори     |
| Північна Америка | Північна Америка | Північна Америка | Північна Америка           | Північна Америка | Північна Америка |
| ---------------- | ---------------- | ---------------- | -------------------------- | ---------------- | ---------------- |
| 10 липня 2019    | Ванкувер         | Канада           | Rogers Arena               | —                | —                |
| 12 липня 2019    | Такома           | США              | Tacoma Dome                | —                | —                |
| 14 липня 2019    | Сан-Хосе         | США              | SAP Center                 | —                | —                |
| 16 липня 2019    | Фенікс           | США              | Talking Stick Resort Arena | —                | —                |
| 19 липня 2019    | Інглвуд          | США              | The Forum                  | —                | —                |
| 20 липня 2019    | Інглвуд          | США              | The Forum                  | —                | —                |
| 23 липня 2019    | Даллас           | США              | American Airlines Center   | —                | —                |
| 24 липня 2019    | Х'юстон          | США              | Toyota Center              | —                | —                |
| 27 липня 2019    | Детройт          | США              | Little Caesars Arena       | —                | —                |
| 28 липня 2019    | Торонто          | Канада           | Scotiabank Arena           | —                | —                |
| 30 липня 2019    | Вашингтон        | США              | Capital One Arena          | —                | —                |
| 31 липня 2019    | Піттсбург        | США              | PPG Paints Arena           | —                | —                |
| 3 серпня 2019    | Філадельфія      | США              | Wells Fargo Center         | —                | —                |
| 4 серпня 2019    | Менсфілд         | США              | Xfinity Center             | —                | —                |
| 6 серпня 2019    | Нью-Йорк         | США              | Madison Square Garden      | —                | —                |
| 7 серпня 2019    | Нью-Йорк         | США              | Madison Square Garden      | —                | —                |
| 9 серпня 2019    | Чикаго           | США              | United Center              | —                | —                |
| 10 серпня 2019   | Сент-Пол         | США              | Xcel Energy Center         | —                | —                |
| 13 серпня 2019   | Колумбус         | США              | Nationwide Arena           | —                | —                |
| 15 серпня 2019   | Нешвілл          | США              | Bridgestone Arena          | —                | —                |
| 17 серпня 2019   | Санрайс          | США              | BB&T Center                | —                | —                |
| 18 серпня 2019   | Тампа            | США              | Amalie Arena               | —                | —                |
| 20 серпня 2019   | Новий Орлеан     | США              | Smoothie King Center       | —                | —                |
| 22 серпня 2019   | Атланта          | США              | State Farm Arena           | —                | —                |
| 23 серпня 2019   | Шарлотт          | США              | Spectrum Center            | —                | —                |

## Музиканти
| - Браян Мей — електрична і акустична гітари, вокал - Роджер Тейлор — ударні, вокал - Адам Ламберт — головний вокал - Фредді Мерк'юрі — вокал (запис) | Додаткові музиканти: - Спайк Едні — клавішні, вокал - Нейл Фейрклаг — бас-гітара, вокал - Тайлер Воррен — перкусія, додаткові ударні, вокал |